# 澤德群島

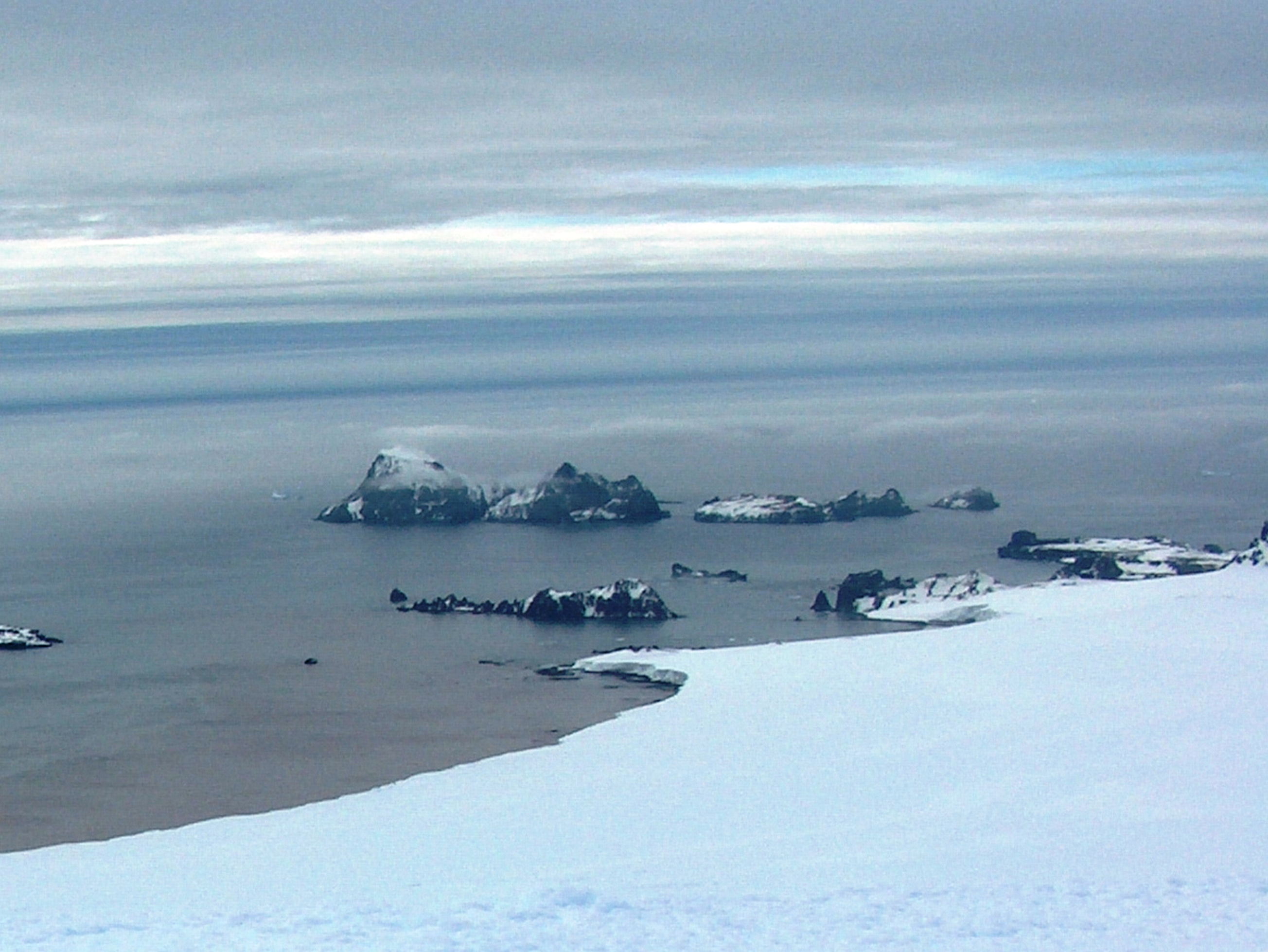

澤德群島（英語：Zed Islands）是南極洲的群島，屬於南設得蘭群島的一部分，由4座島嶼組成，最高點海拔高度290米，島上無人居住，該群島受南極條約管治。

## 外部連結
- SCAR Composite Antarctic Gazetteer（页面存档备份，存于）.

62°26′00″S 60°09′15″W / 62.43333°S 60.15417°W